# Fréquences de téléphonie mobile en France
Pour les articles homonymes, voir fréquence (homonymie).
Cet article récapitule les fréquences de téléphonie mobile en France, classées par bande de fréquence.

## Tableau récapitulatif des technologies de téléphonie mobile en Europe
| Génération               | Acronyme     | Description                           | Version 3GPP | Intitulé | Débit indicatif (download) en bit/s (théorique / pratique)                               |
| ------------------------ | ------------ | ------------------------------------- | ------------ | --- | ---------------------------------------------------------------------------------------- |
| 1G                       | AMPS         |                                       |              | Advanced Mobile Phone System Radiocom 2000 (analogique) de France Télécom NMT - Nordic Mobile Telephone - (analogique) déployé par SFR Natel A, B, puis C de Télécom PTT en Suisse. | analogique                                                                               |
| 2G                       | GSM          | Échanges de voix + texte (SMS)        |              | Global System for Mobile Communication | 9,05 kbit/s                                                                              |
| 2.5G                     | GPRS         | Échange de données ou (exclusif) voix | 97           | Global Packet Radio Service | 171,2 kbit/s / 50 kbit/s                                                                 |
| 2.75G                    | EDGE         | Basé sur réseau GPRS existant         | 98           | Enhanced Data Rate for GSM Evolution | 384 kbit/s / 64 kbit/s                                                                   |
| 3G                       | UMTS         | Voix + données                        | 99           | Universal Mobile Telecommunications System | 1,9 Mbit/s dans des conditions idéales / 144 kbit/s zone rurale, 384 kbit/s zone urbaine |
| 3.5G ou 3G+ ou H         | HSPA         | Évolution de l'UMTS                   | 5 et 6       | High Speed Packet Access (HSDPA/HSUPA) | 14,4 Mbit/s / 3,6 Mbit/s                                                                 |
| 3.75G ou 3G++ ou H+      | HSPA+        | Évolution de l'UMTS                   | 7            | High Speed Packet Access + | 21 Mbit/s / 5 Mbit/s                                                                     |
| 3.75G ou H+ Dual Carrier | DC-HSPA+     | Évolution de l'UMTS                   | 8            | Dual-Carrier High Speed Packet Access + | 42 Mbit/s / 10 Mbit/s                                                                    |
| 3.9G ou 4G               | LTE          |                                       | 8 et 9       | Long Term Evolution | 150 Mbit/s / 40 Mbit/s                                                                   |
| 4G ou 4G+                | LTE-Advanced |                                       | 10 à 14      | Long Term Evolution Advanced | 1 Gbit/s / 200 Mbit/s                                                                    |
| 5G                       | NR           |                                       | 15 à 18      | New Radio | 10 Gbit/s, norme en cours de déploiement / - / -                                         |

## Bande des700MHz
Bande LTE no 28 FDD. Cette bande de fréquence a été attribuée par l'ARCEP le 24/11/2015. Cette bande de fréquence est dédiée au LTE et au LTE advanced (réseaux LTE).
La bande des 700 MHz peut également être utilisée pour la 5G en parallèle de la 4G grâce à la technique du Dynamic Spectrum Sharing (DSS). Depuis 2020, elle est majoritairement déployée et commercialisée par Free[réf. souhaitée]. Orange commercialise également la 5G sur cette bande depuis 2025, sans recourir au DSS.

## Bande des800MHz
Bande LTE no 20 FDD,.
Cette bande de fréquence est dédiée au LTE et au LTE Advanced.

## Bande des900MHz
Bande LTE no 8 FDD. Les fréquences dans la bande des 900 MHz peuvent être utilisées pour le GSM ou l'UMTS.
La technologie présente sur la bande varie localement selon les zones et il peut également y avoir les 2 technologies à la fois dessus.

Il faut noter que le réseau GSM-R de SNCF Réseau est un réseau privé dédié aux communications ferroviaires Sol-Trains. Il est incompatible avec les terminaux GSM « grand public » et donc inaccessible par les abonnés GSM classiques. L'attribution des fréquences GSM.

Une évolution de la répartition des fréquences est implémentée le 8 février 2025,. 
À la suite de cette évolution, Free annonce le 28 mars 2025 le début du refarming de la bande des 900 MHz afin de réattribuer une partie de ses fréquences à la 4G.

## Bande des1 500MHz
Bandes LTE no 75 et no 76 SDL. En juin 2019, l'Arcep a confirmé que la bande des 1 500 MHz (1,5 GHz) serait réservée pour l'utilisation de la 5G en France.

## Bande des1 800MHz
Bande LTE no 3 FDD,.
Cette bande de fréquence a une utilisation mixte 2G (GSM) et 4G (LTE). La technologie présente sur la bande varie localement selon les zones et il peut également y avoir les 2 technologies à la fois dessus.

### Avant le1eroctobre 2013
2e bande de 2G historique après le 900 MHz. Sur l'ensemble du territoire métropolitain sauf dans les zones très denses:
Dans les zones très denses:

### Entre le1eroctobre 2013 et le 31 décembre 2015
Bouygues Telecom peut partager sa bande de fréquence réduite à 2 x 21,6 MHz entre GSM et LTE.
En France métropolitaine :
Avec quelques exceptions locales jusqu'au 1er juillet 2015 où Bouygues a temporairement conservé 23,8 MHz duplex :

### Entre le1erjanvier 2015 et le 24 mai 2016
Depuis le 1er janvier 2015, Free Mobile bénéficie d'une largeur de bande de 5 MHz duplex (avec quelques exceptions locales),.
En France métropolitaine :
Avec quelques exceptions locales jusqu'au 1er juillet 2015 où Bouygues a temporairement conservé 23,8 MHz duplex :

### À partir du 25 mai 2016
Bouygues Telecom, Orange et SFR peuvent partager cette bande de fréquence entre GSM et LTE.
Free pourra utiliser 15 MHz duplex dans cette bande fréquence pour le LTE ; les bandes de fréquence des 3 autres opérateurs seront réduites à 20 MHz duplex.
En France métropolitaine :
Les attributions de bandes en France sont réglementées par la décision no 00-0835 de l’ARCEP en date du 28 juillet 2000. Le texte a été publié au JORF sous la référence NOR ARTL0000422V.
Comme prévu par l’ARCEP lors de l’attribution des licences (en 2001 et 2002), les bandes de fréquences des 900 MHz et 1 800 MHz initialement utilisées en France pour le GSM peuvent être réutilisées en tout ou partie pour la 3G depuis les décisions de l'ARCEP du 26 février 2008. Une redistribution partielle des fréquences de l’ensemble des opérateurs concernés a eu lieu à la suite de cette décision pour permettre l'arrivée en 2012 d'un quatrième opérateur.

## Bande1 900MHz
Bande LTE no 39 TDD. Cette bande de fréquence UMTS TDD n’est pas accessible par la plupart des téléphones « grand public » commercialisés en Europe ; elle est réservée en France à des usages professionnels.

## Bandes des1 900-2 100MHz
Bande LTE no 1 FDD. Les fréquences dans la bande des 2 100 MHz sont historiquement utilisées pour l'UMTS. Néanmoins, l'ARCEP a autorisé les opérateurs Bouygues Télécom et SFR depuis le 16 juin 2017, ainsi que l'opérateur Orange depuis le 14 septembre 2017, à utiliser ces fréquences pour la LTE, et a indiqué que l'opérateur Free peut également en faire la demande. La bande est actuellement utilisée en France pour l'UMTS et la LTE, la technologie présente sur la bande varie localement selon les zones et il peut également y avoir les 2 technologies à la fois dessus, elle a donc un usage mixte. A l'instar de la bande des 700 MHz, cette bande peut également être utilisée pour la 5G en exploitant la technique du Dynamic Spectrum Sharing (DSS).

### À partir du 21 août 2021
À la suite de la décision no 2018-1306 de l'Arcep, les opérateurs mobiles, Orange, SFR, Bouygues Telecom et Free Mobile doivent se contenter de 14,8 MHz. Sur cette bande, la répartition est identique entre les quatre opérateurs.

## Bande des2 600MHz
Bande LTE no 7 FDD,.
Cette bande de fréquence est dédiée au LTE et au LTE Advanced,,,.
On peut noter que l'Arcep dans ses décisions du 22 décembre 2011 et du 17 janvier 2012 accorde un droit d'itinérance dans la bande des 800 MHz à l’opérateur Free Mobile sur le réseau 4G de SFR, car l'appel d'offre de l'ARCEP prévoyait ce droit pour l'opérateur ayant obtenu une autorisation d’utilisation de fréquences dans la bande des 2 600 MHz et pas dans celle des 800 MHz.

## Bande des3 500MHz
Bande 5G NR no 78 TDD. En France, le 22 juin 2017, l'ARCEP a publié un communiqué de presse indiquant qu'elle souhaite ouvrir dès 2017 l'attribution de fréquences dans les bandes 3,5 GHz (3 460 à 3 800 MHz) pour l'accès fixe à Internet à très haut débit et elle souhaite aussi s'engager immédiatement dans les travaux préparatoires au lancement des réseaux mobiles 5G dans la bande des 3,460 à 3,800 GHz,.
En juin 2019, l'Arcep a confirmé que la bande des 3 500 MHz (3,5 GHz) serait réservée pour l'utilisation de la 5G en France.
L'attribution de ces fréquences a rapporté 2 789 millions d'euros.
Le 4 novembre 2020, l'Arcep publie le résultat final des enchères à la suite de l'enchère finale dite de positionnement.

## Bande des26GHz
Bande 5G NR no 258 TDD. En juin 2019, l'Arcep a confirmé que la bande des 26 GHz serait réservée pour l'utilisation de la 5G en France.
En juillet 2021 le gouvernement annonce que la bande des 26 GHz sera mise aux enchères au-delà de l’élection présidentielle de 2022.